# Fuentes de Béjar
Fuentes de Béjar település Spanyolországban, Salamanca tartományban. Fuentes de Béjar Puebla de San Medel, Fuenterroble de Salvatierra, Guijo de Ávila, Guijuelo, La Cabeza de Béjar, Nava de Béjar és Ledrada községekkel határos. Lakosainak száma 244 fő (2024).

## Népesség
A település népessége az elmúlt években az alábbi módon változott:
| Lakosok száma | 275  | 284  | 267  | 248  | 256  | 251  | 240  | 216  | 223  | 244  |
|               | 2001 | 2004 | 2007 | 2009 | 2012 | 2014 | 2017 | 2019 | 2022 | 2024 |